# ئی‌اف‌جی هیرمس
ئی‌اف‌جی هیرمس (انگلیسی: EFG Hermes) شرکت خدمات مالی مصری است، که در سال ۱۹۸۴ تأسیس شد.